# Exil

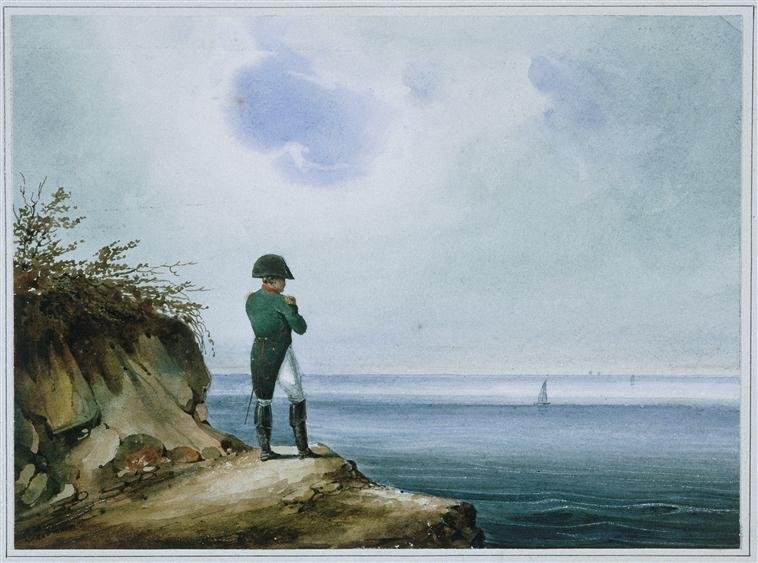
Napoleon Bonaparte v exilu na ostrově Svatá Helena (autor François Joseph Sandmann)

Exil (z latinského exilium – vyhnanství a exul – vypovězený) znamenal původně trest vypovězení, dnes znamená stav člověka nebo skupiny běženců, lidí, kteří museli opustit svou vlast v důsledku vypovězení, vyhnání, odsunu, deportace, ztráty občanství, hrozby osobního nebezpečí, a to zejména z důvodů politického, národnostního, rasového či náboženského pronásledování.

## Exil, emigrace, vyhnanství
Podobný význam jako exil, vyhnanství má i slovo emigrace, které se však liší tím, že může být i dobrovolná, například ekonomická, kdežto exil je vynucený. Exil či vyhnanství se také zpravidla týká politicky exponovaných osob, zatímco emigrant může být kdokoliv, i běžný občan.
Rozdíl mezi exulantem a emigrantem vysvětlil už Jan Amos Komenský.
| „                   | Nicméně však přece ti, jimž nebeské věci nad zemské milejší byly... zanechavše dědičných svých sídel a všechněch nemovitin... šli z země do okolních krajin Foitlandu, Míšně, Lužic, Slezska, Polska i do Uher se rozptýlivše. Někteří až do Prus, do Rus, do Sedmihradské země, do Denemarku i do Nidrlandu, aby vyhnanství své snášeti mohli, se odebrali... Nepřátelé mezi tím těch, kteří z vlasti ustoupili, nechtěli je nazývati exulanty, ale emigranty (t. j. ne vyhnance, ale vystěhovalce), jako by ne od císaře vyhnáni, ale vzpourou sami z vlasti vyšli... | “ |
| — Jan Amos Komenský | |   |

Komunistická propaganda odmítala již od počátku 50. let 20. století užívat výraz exulant pro ty, kdo opustili tehdejší Československo, aby tím zastřela vynucenost jejich odchodu i jejich politický význam.

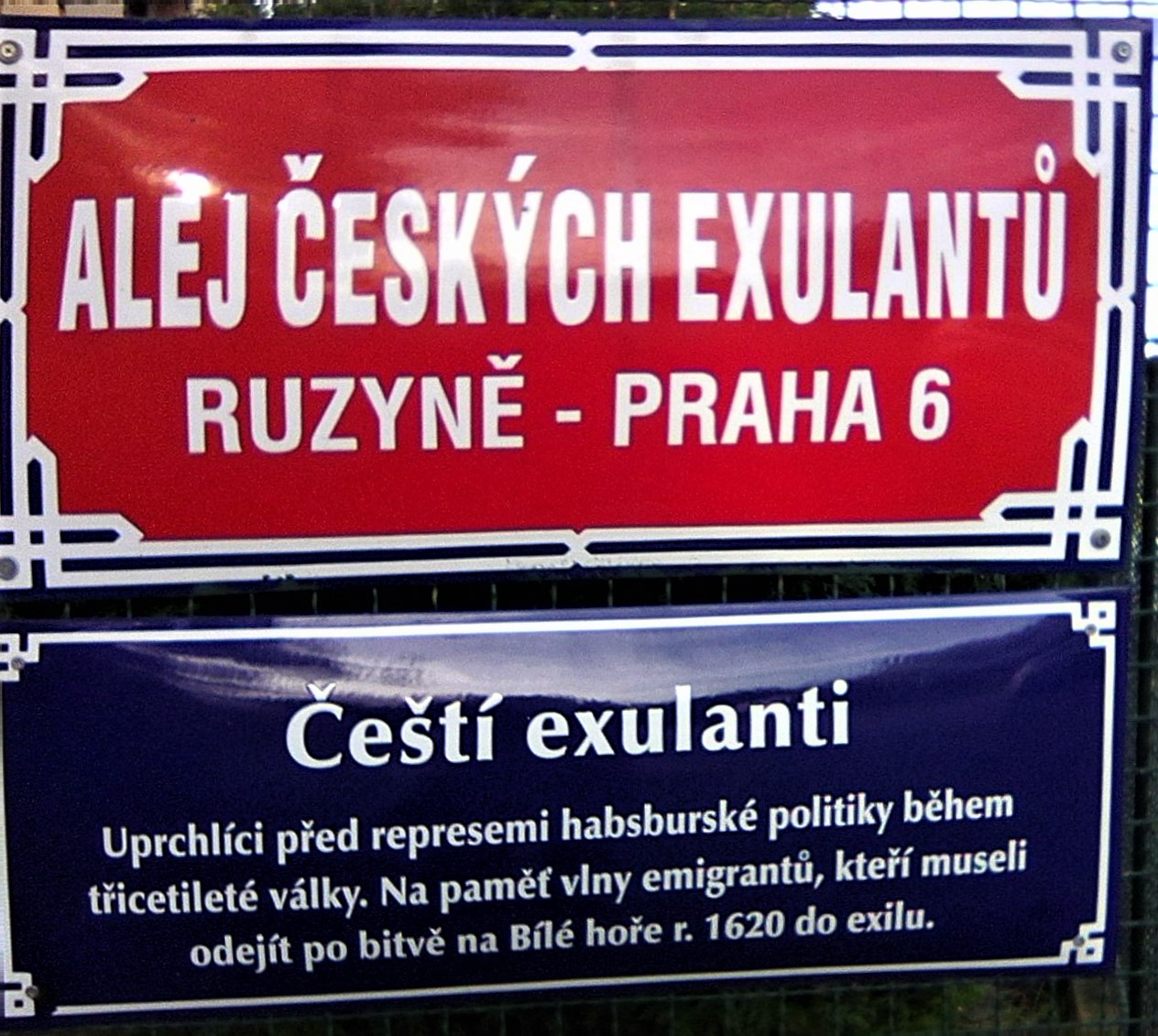

Emigrační generace „Února 1948“ sama sebe v exilu naopak za exulanty označovala (v návaznosti na pobělohorský exil), aby tak zdůraznila politicky nadřazenou příčinu svého odchodu z Československé republiky, a tím se odlišila od ostatních emigrantů, jejichž pohnutky k opuštění vlasti byly dle ní „pochybného rázu“. Bezprostředně po druhé světové válce se o významu slova exulant vedly mezi odborníky ostré, leč bezvýsledné, spory... V lidové tvořivosti českého prostředí bývají proto někteří emigranti 20. století označováni slovem exulant s přívlastkem: poúnorový, posrpnový, československý, americký, kanadský, politický, politicky český, dvojnásobný, slovensky demokratický, daňový, nepohodlný, nucený, všelijaký... Jednotliví historikové vyjadřují ve svých pracích svá rozdílná stanoviska vysvětlivkami, někteří rozdílnost pojmů emigrant-exulant nezohledňují a „v zájmu květnatější mluvy“ používají termíny oba.
Pojem vyhnanství se na rozdíl od exilu může použít i šířeji na vypovězení osoby na vzdálené místo v rámci téhož státu, typicky do zámořské kolonie nebo v ruských či sovětských poměrech na Sibiř apod. V nejširším smyslu může jít i o odsunutí nepohodlné osoby např. z metropole na venkov, nebo v zásadě jakýkoli vynucený přesun (přeložení) jinam.

## Exulant
Exulant je osoba, která byla nucena svou vlast nedobrovolně a pod politickým tlakem opustit, aby se vyhnula nebezpečí, např. vězení nebo ztrátě života. Obvykle se předpokládá, že by se exulant při změně poměrů chtěl do vlasti vrátit, zatímco emigrant se usazuje spíše natrvalo.
- Reemigrace: Ačkoli se mnozí pobělohorští exulanti při změně poměrů do své vlasti vrátit chtěli, nebylo jim to umožněno. Jednalo se například o obyvatele obcí Husinec, Faustynów, Poděbrady, Friedrichův Hradec, Lubín, Vilémov i jiných míst.[10][11]

V demokratických zemích mají političtí a náboženští uprchlíci nárok na poskytnutí azylu, někdy se však tyto podmínky obtížně prokazují.

## Příklady exilu

### Náboženský exil
V pobělohorské době byla vykázána či odešla ze zemí Koruny české řada osobností, které odmítly konvertovat ke katolické víře. K exilu z náboženských důvodů docházelo již před rokem 1620, jako byl např. v XV. století odchod Židů z Pyrenejského poloostrova. Za exil je často považován i odchod křesťanů z Blízkého východu, i když zde se může jednat i o ekonomickou emigraci z rozvrácených států.

### Politický exil

#### Exil vlád a opozice
Do exilu lidé někdy odcházejí, aniž by se vzdávali svých společenských funkcí ve vlasti, ať už ekonomických nebo politických. Příkladem může být exilová vláda vedená prezidentem Edvardem Benešem v době 2. světové války jako paralelní politická struktura k okupační protektorátní vládě, vedené prezidentem Emilem Háchou. Obdobně existovaly během druhé světové války exilové vlády dalších zemí.
Jako soudobý příklad může sloužit exilová vláda Tibetu, která sídlí v Indii. Politickými exulanty v 21. století jsou např. běloruská Svjatlana Cichanouská či katalánský Carles Puigdemont.

#### Politický exil osobností (příklady)
- Syn Napoleona Bonaparte, Napoleon II., pobýval po vojenské porážce a abdikaci svého otce v Rakousku a českých Zákupech.
- V 19. století emigrovali z Rakousko-Uherska Josef Boleslav Pecka, Leopold Kochman či Norbert Zoula.
- Známým exulantem 19. století byl Victor Hugo, který za vlády Napoleona III. žil téměř 20 let v zahraničí.
- Bolševický revolucionář Lev Davidovič Trockij byl po Leninově smrti ze země vypovězen (a v exilu byl nakonec zavražděn).
- Ruský spisovatel a disident Alexandr Solženicyn byl ze Sovětského svazu vypovězen v roce 1974 a vrátil se až v roce 1994, když již Sovětský svaz neexistoval.
- Československý novinář Pavel Tigrid setrval v prvním exilu po dobu německé okupace šest let (v letech 1939–1945) a ve druhém 41 let (1948–1989), do zániku komunistické vlády.
- Jako mnoho dalších osobností z oblasti kultury opustil Československo v roce 1978 po soustavné policejní šikaně hudebník a disident Jaroslav Hutka; do vlasti se vrátil na konci roku 1989.
- Zín Abidín bin Alí z funkce tuniského presidenta odstoupil v roce 2011, prchl do Saúdské Arábie a v exilu zemřel.

## Přenesený význam
V přeneseném smyslu pak výraz exil může znamenat celou skupinu lidí z téže země, z téže příčiny a podobně. Setkáváme se tak například s československým předválečným exilem, ruským exilem po bolševické revoluci v Rusku atd. Exulant (z latiny) je osoba, která nedobrovolně opustila svou vlast, pobývá v exilu a má v úmyslu se do své země vrátit, až důvody náboženského či politického pronásledování pominou.